# Dybowskiella
Dybowskiella är ett släkte av mossdjur. Dybowskiella ingår i familjen Fistuliporidae.
Kladogram enligt Catalogue of Life:
| Dybowskiella | \| \| Dybowskiella grandis \| \| \| \| \| \| Dybowskiella rossica \| \| \| \| |
|              | \| \| Dybowskiella grandis \| \| \| \| \| \| Dybowskiella rossica \| \| \| \| |
|              | Cliotrypa                                                                     |
|              |                                                                               |
|              | Coelocaulis                                                                   |
|              |                                                                               |
|              | Diamesopora                                                                   |
|              |                                                                               |
|              | Fistuliphragma                                                                |
|              |                                                                               |
|              | Fistulipora                                                                   |
|              |                                                                               |
|              | Dybowskiella grandis                                                          |
|              |                                                                               |
|              | Dybowskiella rossica                                                          |
|              |                                                                               |

|  | Dybowskiella grandis |
|  |                      |
|  | Dybowskiella rossica |
|  |                      |